# Día Nacional de la Visibilidad Lésbica de Brasil
El Día Nacional de la Visibilidad Lésbica es una celebración establecida en Brasil, creada por activistas lesbianas brasileñas y dedicada a la conmemoración del 1º Seminario Nacional Lésbico (Senale), el 29 de agosto de 1996.
En este día, las acciones conmemorativas son coordinadas por ABL - Articulación Lésbica Brasileña, ABGLT, Liga Lésbica Brasileña, Red Afro LGBT, Red Lésbica Negra (Candace), Sapatá, Núcleo de Género y Sexualidad de la Universidad del Estado de Bahía, Núcleo de Investigación en Sexualidad de la Universidad Federal de Tocantins y Secretaría de Estado de Políticas para la Mujer, Igualdad Racial y Derechos Humanos.
En 2003, con motivo de la muerte de la activista lesbiana Rosely Roth, también surgió la iniciativa de consagrar el 19 de agosto como Día Nacional del Orgullo Lésbico. Ese día de 1983, activistas lesbianas encabezadas por Rosely y acompañadas por participantes de otros movimientos sociales ocuparon el Ferro's Bar en São Paulo, en respuesta a los ataques lesbofóbicos ocurridos unas semanas antes. Las lesbianas luchaban por el permiso para vender un periódico del Grupo Ação Lésbica Feminista (GALF), llamado Chanacomchana, que debatía temas como la legalización del aborto, las relaciones entre mujeres, la maternidad y la persecución por parte de la Policía Militar.
En una nota pública, la Comisión de Derechos Humanos y de las Minorías - CDHM dijo que la jornada debe recordarse “El Día Nacional de la Visibilidad Lésbica marca un momento de lucha y resistencia. La discriminación histórica contra las personas LGBT, materializada muchas veces en asesinatos, agresiones físicas y verbales, ha limitado el acceso a derechos. (... ) La ausencia de políticas incisivas para combatir la llamada “violación correctiva”, motivada por la intención lesbofóbica de corregir la sexualidad lésbica, y la invisibilidad de las mujeres lesbianas aún cuando los debates LGBTQIA+ están en boga, son temas que merecen especial atención y batallas por transformación".